# 久世広民
久世 広民（くぜ ひろたみ、元文2年10月6日（1737年10月29日） - 寛政11年12月23日（1800年1月17日））は、江戸時代の旗本。通称九郎、官位は従五位下丹波守。子に上杉義長室ら。生年は享保17年（1732年）とも。

## 経歴
浦賀奉行を経て、安永4年（1775年）12月3日長崎奉行（第65代）となる。安永7年（1778年）、中国人に花辺銀、人頭銭貿易を許可するなど貿易の拡大をはかった。また、広民はオランダ商館長チチングが感心するほどの開明的な人物で、長崎で入手した海外情報を懇意にしていた田沼意次にもたらせた。また、オランダ人の待遇改善などを進めた。
天明2年（1782年）、米価が高騰し盗賊、放火が増えたので、近隣の諸侯に依頼し米を回漕してもらい米価を抑えた。天明3年（1783年）9月、江戸に戻るとき町民が、馬場郷なかには日見や矢上まで見送って報恩に謝するものもあったほど慕われていた。翌年3月12日勘定奉行となる。棄捐令の法案作成に携わり、猿屋町御貸付金会所を設置するなど、松平定信の寛政の改革で活躍をしている。海岸防備のための房総半島巡回などにも随行している。寛政4年（1792年）3月10日に関東郡代伊奈忠尊が改易となると関東郡代を兼ねて、5人の郡代付代官を支配する。寛政6年（1794年）7月17日、ロシアの情報を得る為、江戸住みを余儀なくされた大黒屋光太夫のために新居を与えた。寛政9年（1797年）6月5日小姓組番頭(ばんがしら)に致仕する。